# N Velorum
Ne doit pas être confondu avec n Velorum (n minuscule).
Désignations
N Velorum (en abrégé N Vel), également désignée HD 82668, est une étoile située à la frontière entre les constellations de la Carène et des Voiles.
HD 82668 est une géante orange de type K avec une magnitude apparente de +3,16. Elle est à environ 238 années-lumière de la Terre.